# Румунија
Румунија (рум. România) држава је на раскршћу средње, источне и југоисточне Европе. Граничи се са Украјином на северу и истоку, Мађарском на западу, Србијом на југозападу, Бугарском на југу, Молдавијом на истоку и Црним морем на југоистоку. Простире се преко 238.397 2 и има око 19 милиона становника. Главни и највећи град је Букурешт, након чега следе Клуж-Напока, Јаши, Темишвар, Констанца, Крајова, Брашов и Галац. Друга по дужини река у Европи, Дунав, улива се у делту Дунава на југозападу земље. Карпати пресецају Румунију од севера ка југозападу и обухватају врх Молдовјану, на надморској висини од 2.544 .
Модерна Румунија је настала као персонална унија уједињењем кнежевина Молдавије и Влашке за време кнеза Александра Јоан Кузе 1859. После Берлинског конгреса 1878. добила је независност од Османског царства. После Првог светског рата Трансилванија, Буковина и Бесарабија су се ујединиле са Румунијом. После Другог светског рата, делове Румуније (што грубо одговарају данашњој Републици Молдавији) је окупирао Совјетски Савез, а Румунија је постала социјалистичка република и чланица Варшавског пакта. После револуције 1989. Румунија је постала парламентарна република.
Румунија је земља у развоју са јаком привредом, која сматра средњом силом у међународним пословима. Румунија је 2023. године заузела 47. место у Глобалном индексу иновација. Њена привреда се сврстава међу најбрже растуће у Европској унији, 41. по величини у свету по номиналном БДП и 35. по ПКМ. Грађани Румуније имају једну од најбржих и најјефтинијих брзина интернета на свету. Произвођач је и извозник аутомобила и електричне енергије преко предузећа као што су -Dacia}- и OMV Petrom. Већина становништва Румуније су етнички Румуни и верски се изјашњавају као православни хришћани, који говоре румунски језик. Румунија је чланица Уједињених нација, Европске уније, Шенгенске зоне, НАТО, Савета Европе, БСЕЦ и СТО.

## Име
Име Румунија (рум. România) долази од имена града Рима (Roma) или од имена Источног римског царства, и указује на ову територију као римску колонију. У касној антици, на латинском се Царство звало Romania. Византија тј Источно Римско Царство задржава римски елемент у свом називу и стога турски извори Балкан називају "Румелија".

## Географија
Са површином од 238.391 km², Румунија је највећа држава у југоисточној Европи и дванаеста у целој Европи. Рељефом Румуније подједнако доминирају планине, брда и равничарски терен. Низије заузимају 33% земље, брда и горе до 750 m 37%, а планине 30%. Низије су привредна основа Румуније. У Румунији је најважнија долина Влашка, која се целом површином налази у Румунији.
Карпати доминирају западним и централним делом државе, са највишим врхом Молдовеану висине 2.544 метра. На југоистоку Карпати прелазе у побрђе. Румунија је богата пећинама. Три најзначајније су Валеа Реа, Мовила и Пиатра Алтарулуи.
Фауну Румуније чине 33.792 врсте животиња, 33.085 бескичмењака и 707 кичмењак, са скоро 400 јединствених врсте сисара, птица, гмизаваца и водоземаца, укључујући око 50% јединки европских (без Русије) мрких медведа и 20% својих вукова.

### Воде
Велики део границе Румуније са Србијом и Бугарском чини река Дунав. У Дунав се такође улива и Прут који чини границу са Молдавијом. Дунав се улива у Црно море образујући у оквиру Румуније своју делту, другу највећу и најбоље очувану делту у Европи, која је резерват биосфере и део Светске баштине. Друге важне реке су Сирет, која протиче кроз Молдавију правцем север-југ, река Олт која тече кроз источни део Карпата до Олтеније, и Муреш, која протиче кроз Трансилванију су смеру исток-запад.

### Клима
Румунија се може поделити у неколико климатских зона. Већина земље има умерену континенталну климу. Клима је сувља, а разлог томе је континенталност која такође утиче и на температурне амплитуде. Велики део Румуније далеко је од мора, а само Црно море нема великог утицаја на количину падавина па се с удаљавањем на исток количина падавина смањује, а континенталност повећава. Црно море окружено је великим копненим масама па је његов утицај минималан и сведен на уски обални појас.

## Историја

### Праисторија и стари век
Најстарији трагови постојања људи у Европи су откривени у Пећини са костима (рум. Peştera cu Oase) која се налази на територији данашње Румуније. Стари су око 42.000 година и представљају најстарије остатке Хомо сапијенса, а можда представљају и прве људе који су се населили на европском континенту. Најстарије писане информације о људима који насељавају територију данашње Румуније су наведене у књизи IV Херодотове Историје, написане 440. године п. н. е., где он пише о племенима народа Гети.
Дачани који се сматрају делом племена народа Гети су били део Трачана који су насељавали Дакију (која обухвата данашњу Румунију, Молдавију и северну Бугарску. Дачанско краљевство је доживело свој максимум у време краља Буребиста, између 82. и 44. године п. н. е., и убрзо су постали предмет пажње Римског царства. После убиства Буребисте, Дачанско краљевство се распало на 4 или 5 мањих краљевстава. Римљани су освојили Мезију до 29. п. н. е. Дачански ратови који су вођени у периоду од 87. до 106. године нове ере су завршени победом Римљана и претварањем централних области дотадашњег Дачанског краљевства у једну од провинција под називом Римска Дакија.
Дакија је била позната по богатим налазиштима руде гвожђа а нарочито злата и сребра. Рим је колонизовао Дакију Феликс колонистима из целог царства (лат. ex toto orbe Romano infinitas). Оваква колонизација је довела до употребе вулгарног латинског језика и периода интензивне романизације која је резултовала настајањем прото-румунског језика. Римска Дакија се налазила на удару Гота и слободних дачанских племена Карпа између 240. и 256. године када је „Дакија изгубљена“ а Римско царство се повукло из Дакије око 271. године чиме је Римска Дакија постала прва провинција коју је Римско царство напустило.
Постоји неколико супротстављених теорија које објашњавају порекло савремених Румуна. Лингвистичке и гео-историјске анализе наговештавају да су Румуни потомци Римских колонизатора и аутохтоног дачанског становништва који су настањивали простор и северно и јужно од Дунава и уједињени у једну велику етничку групу.

### Средњи век
Када су Римљани повукли своју управу и војску из Дакије, територију су прво заузели Готи, а затим у четвртом веку Хуни. После њих су територију некадашње Дакије заузимали Гепиди, Авари, Бугари, Печењези и Кумани. У том периоду су се и Словени такође насељавали на овој територији.
У средњем веку, Румуни су живели у три одвојене провинције: Влашкој, Молдавији и Трансилванији.
Почев од 11. века Трансилванија је била део Краљевине Мађарске у којем је имала аутономан статус. Краљ Лајош I Анжујски је 1366. године издао законик Декрет из Турде који је у неким деловима експлицитно усмерен против Румуна из Трансилваније (presumptuosam astuciam diversorum malefactorum, specialiter Olachorum,  .
Истим декретом је мађарско племство делимично редефинисано у погледу његовог везивања за римокатоличанство и упоредо са тим искључује јеретичке православце. Једна од последица декрета је била и социо-економска: статус племића је био дефинисан не само на основу власништва над земљом и људима, већ (почев од 1366) на основу поседовања краљевског сертификата о донацији за земљу која се поседује.
Румунска друштвена елита, коју су сачињавали одборници већа кнезова, управљала је својим селима на основу феудалне верзије (лат. ius keneziale) старог закона о земљи (лат. ius valachicum). Пошто су они обезбедили само неколико наредби о донацијама, земљиште већине кнезова је било експроприсано. Због тога што није поседовало стварно власништво, православно румунско племство више није било у стању да одржи своје поседе и да учествује у раду државних скупштина. Да би се прилагодило новонасталим околностима, румунско племство се преобраћало по питању вере у римокатолике и постајало део мађарских католичких поседа (лат. nobilis Hungarus). Они румунски кнезови и војводе који нису променили веру нису могли да задрже стечене привилегије и постепено су се спуштали на друштвеној лествици на ниво обичних људи или чак и слуга.
Неколико година раније, Румуни из Влашке које је предводио Басараб I су поразили Карла Роберта у Посадској бици. Од 1438. године Трансилванијом је управљао Савез три нације који је формирало мађарско племство, мађарски Секељи и трансилванијски саксонски Германи.
Мала Војводства са различитим степеном независности су се развијала од почетка 13. века, али су се тек у 14. веку веће провинције Влашка (око 1310) и Молдавија (око 1352) консолидовале довољно чврсто да би се супротставиле суседним државама Краљевини Мађарској, Пољском краљевству и Османском царству. Басараб I, Мирча I, Влад Цепеш у Влашкој и Александар I Добри, Стефан Велики у Молдавији су развили румунске земље и борили се да очувају независност на раскрсници царстава.

### Нови век
Османско царство је освојило 1526.године јужну и централну Мађарску и Трансилванија је постала део Источног Мађарског краљевства којим су управљали Хабзбурзи. Источно Мађарско краљевство је престало да постоји 1571. године и суверенитет над полунезависном провинцијом Трансилванијом је стекло Османско царство. Почев од 1661. године Трансилванијом је владала Хабсбуршка монархија.
До 1541. године читав Балкан и централни део Мађарске су постали провинције Османског царства. Насупрот томе, иако су Молдавија, Влашка и Трансилванија биле у оквиру Османског суверенитета, задржале су велики степен аутономије када су у питању унутрашњи послови и све до 18. века чак и одређени степен независности у спољним пословима. Током овог периода у овим провинцијама је постепено нестајао феудализам а било је и истакнутих владара као што су Василе Лупу и Димитрије Цантемир у Молдавији, Матеј Бесараб и Константин Бранковеану у Влашкој, Јанош Хуњади и Габријел Бетлен у Трансилванији.
Током 1600. године провинције Влашка, Молдавија и Трансилванија су биле под управом Влашког кнеза Михаја Храброг, бана од Олтеније, али се ова унија распала после годину дана, када су војници Хабсбуршке монархије под командом генерала Ђорђа Басте убили Михаја. Владавина Михаја Храброг се у румунској историографији сматра првим покушајем уједињења три провинције и постављањем темеља једној држави са територијом која је упоредива са територијом данашње Румуније.
После његове смрти, Молдавија и Влашка, вазалне државе Османског царства, су имале потпуну независност у вођењу унутрашњих послова и одређену независност у спољним пословима, које су коначно изгубљене током 18. века. Трансилванија је 1699. године постала територија Хабзбуршке монархије, после Аустријске победе над Османлијама у Великом турском рату. Аустријанци су брзо проширивали своје царство тиме што су присајединили Олтенију (западну Влашку) 1718. године, вратили је 1739. године, и окупирали Буковину (северозападну Молдавију) 1775. године.
Влашка је остала под контролом Османског царства и крајем 18. века је њом владао фанариот Мавроген у чијој је служби био плаћеник Осман Пазваноглу који је у једној прилици отказао послушност Маврогену а од казне га је спасла подршка Риге од Фере. Пошто је скупио велику армију плаћеника (колоквијално називаних тур. pasvangii), отказао је послушност султану Селиму III и самостално владао, ковао сопствени новац и успостављао дипломатске односе са другим државама. Територија коју је 1798. године контролисао, из Видина који је био седиште његове управе, се простирала од реке Дунав до Старе планине и од Београда до Варне. Покушао је 1793. године да стави и Београд под своју контролу али су га у бици код Колара поразили српски војници, први пут организовани у посебну српску народну војску у служби Османског царства.
Хусеин Кучук, генерал војске Османског царства, је са око 100.000 војника покушао да освоји Видин и зароби Османа Пазваноглуа, међутим није успео у томе а за свој неуспех је оптужио принца Консантина Хангерлија, фанариота, који га по његовим речима није адекватно снабдевао током његове експедиције на Видин. Ове оптужбе су допринеле да касније принц Константин Хангерли буде свргнут и погубљен. Султан је опростио Пазваноглуу отказивање послушности и 1799. га именовао за пашу.
Осман Пазваноглу је са својим одредима предузимао пљачкашке походе по Влашкој и спаљивао опљачкана насеља. Током 1800. године извршио је поход на Крајову и спалио је већи део града. Ово је присилило влашког принца Александера Морузија фанариота, да поднесе оставку султану Селиму III. Пазваноглу је у априлу 1801. године наставио своје пљачкашке походе на насеља у Влашкој. Иако је под командом имао само око 1.000 коњаника, много бројније трупе војске Османског царства нису успевале да га спрече у његовим походима.
Крајем јануара 1802. године становнике Букурешта је преплавио талас панике после гласина да је Пазваноглу послао војску у правцу њиховог града. Принц Михаил Суту је напустио град остављајући га под заштитом гарнизона Албанаца. До половине маја већина становника Букурешта као и гарнизон Албанаца који га је чувао су побегли из града, што је оставило Букурешт без икакве заштите на милост и немилост бандама просјака које су опљачкале двор. Вођа банди просјака, Меланос, је са круном на глави марширао улицама Букурешта. Војска Османског царства из оближњег гарнизона је успела да у последњем часу спречи просјаке да спале град.
Развој Руске Империје као политичке и војне силе је материјализован заузимањем Бесарабије (источне Молдавије) 1812. године. Од тада су епоху Фанариота карактерисале политике превеликих пореза и пљачке локалног становништва условљене повећаним финансијским потребама султана током периода стагнације Османског царства (1683–1827) и амбицијама грчких господара који су, свесни опасности губитка својих позиција, желели да се што више обогате док су на власти.

### Стицање независности и конституисање монархије
Током периода Аустроугарске владавине у Трансилванији, и суверенитета Османског царства над Влашком и Молдавијом, већина Румуна је била у положају грађана другог реда (или чак нису ни имали никакав статус). на територији на којој су чинили већину становништва. У неким градовима у Трансилванији, као што је Брашов (у то време утврђењу Трансилванијских Саксонаца, Румунима чак није било дозвољено да се настањују унутар градских зидина.
После слома револуција из 1848. године велике силе нису подржале жељу Румуна да се и формално уједине у јединствену државу, што је приморало Румунију да се сама супротстави Османлијама. Гласачи су и у Молдавији и у Влашкој изабрали 1859. године Александра Јоан Кузу за румунског домнитора.
На тај начин је Румунија формирана као персонална унија. Она није обухватала Трансилванију у којој је виши сталеж и високо племство остало већином Мађарско, што је довело до усмерености румунског национализма против Мађара крајем 19. века. Као и у претходних 900 година, Аустроугарска је, посебно у периоду двојне монархије после 1867. године, омогућила да Трансилванија буде под управом Мађара чак и у оним деловима Трансилваније у којима су Румуни чинили већину.
Државним ударом извршеним 1866. године је Александар Јоан Куза протеран а на његову позицију је постављен кнез Карло I од Румуније. Током Руско-турског рата Румунија се борила на руској страни, и Берлинским уговором 1878 велике силе су признале независност Румуније. Румунија је заузврат предала Русији три јужна округа у Бесарабији и припојила Добруџу. Кнежевина Румунија је 1881. године дигнута на ниво краљевства а кнез Карло је постао Краљ Карло I.
Период 1878–1914 је био период стабилности и просперитета за Румунију. Током Другог балканског рата Румунија се придружила Грчкој, Србији, Црној Гори и Османском царству против Бугарске и на основу одредби Букурештанског уговора о миру потписаног 1913. године припојила јужну Добруџу.

### Светски ратови и Велика Румунија
Током прве две године Првог светског рата Румунија је била неутрална, иако декларативно савезница централних сила само у случају напада на Аустроугарску. Чланице Антанте су Букурешким уговором потписаним 1916. године прихватиле захтев Румуније да јој се призна право на анексију територија Аустроугарске насељених Румунима.
Румунска војна кампања је покренута у августу 1916. и завршила се неуспехом. Трупе Централних сила су заузеле Букурешт и окупирале Влашку и Добруџу. Војска Румуније и војска Руског царства су браниле Молдавију све до децембра 1917. Пропаст Руског царства током 1917. и распуштање његове војске је оставило Румунију изоловану и опкољену на источном фронту па је она била принуђена да потпише примирје са Централним силама у децембру 1917.
Национално веће Молдавске Демократске Републике је прокламовало уједињење са Румунијом 27. марта 1918. У периоду од маја до јула 1918. је био у изради Букурешки уговор између Немачког царства и Румуније са веома неповољним одредбама по Румунију који је краљ Фердинанд Румунски одбио да ратификује. Офанзива од сто дана током лета 1918. године је означила пораз Немачке и Аустроугарске на Западном и Италијанском фронту што је дозволило Румунији да поништи одредбе Букурешког уговора у октобру 1918. Румунија је поново ушла у рат 10. новембра 1918. Следећег дана је поништен Букурешки уговор одредбама примирја са Немачком. Буковина је 15. новембра 1918. прогласила уједињење са Румунијом. Национална Скупштина Румуна у Трансилванији је прогласила уједињење са Румунијом 1. децембра 1918.
Последица ове декларације је био Мађарско-румунски рат (1919) који је довео до пропасти Мађарске Совјетске Републике.
Тријанонски споразум ратификован 1920. године је установио суверенитет Краљевине Румуније над Трансилванијом. Уједињење Буковине са Румунијом је ратификовано Споразумом из Сен Жермена 1920. године. а уједињење Бесарабије и Румуније Париским мировним уговором 1920. године.
Укупан број жртава током Првог светског рата од 1914. до 1918. године, и војника и цивила, у оквиру привремених граница Румуније, се процењује на 748.000.
Термин Романија Маре (рум. România Mare) (у слободном преводу „Велика Румунија“, мада је чешће представљан као „Већа Румунија“) се уопштено односи на Румунију у периоду између два светска рата када је Румунија била територијално највећа (видети мапу) са скоро 300.000 km²
Румунија је остала неутрална на почетку Другог светског рата у септембру 1939. године. После ултиматума који јој је Совјетски Савез упутио 28. јуна 1940. године и који је претио инвазијом у случају неиспуњења румунска војска се повукла из Бесарабије, Северне Буковине и Херце.
Касније су државе чланице Силе Осовине извршиле притисак за додатним територијалним губицима Румуније: јужна Добруџа је додељена Бугарској а Северна Трансилванија Мађарској Другом бечком арбитражом.
Друштвено-политичка нестабилност је резултовала абдикацијом Карла Румунског и успостављањем Национал-легионарске државе у којој су власт делили генерал Јон Антонеску и Гвоздена гарда. Тензије између њих су довеле до Легионарске револуције која је убрзо сломљена када су војска и Антонеску успоставили диктатуру и савезништво са Трећим рајхом. Румунија је 1941. године ушла у рат против Совјетског Савеза на страни Сила Осовине.
Током рата је Румунија била најважнији извор нафте за Немачку, што је изазвало многобројна савезничка бомбардовања Румуније. Румунска војска је дала важан допринос активностима Сила Осовине на Источном фронту, поновном заузимању Бесарабије и Северне Буковине у операцији Минхен и важним биткама приликом опсаде Одесе, Севастопоља и Стаљинграда.
Антонескуов режим је играо важну улогу у холокаусту, спроводећи у нешто мањем обиму нацистичку политику репресије и истребљења Јевреја и Рома, првенствено на источним територијама Румуније које су поново заузете од Совјетског Савеза (Придњестровље и Молдавија).
Краљ Михајло I Румунски је свргнуо Антонескуа са власти и ухапсио га. Румунија се придружила савезницима, али њена улога у поразу Трећег рајха није била призната на одредбама мировних уговора потписаних по завршетку Париске мировне конференције 1947. године. До краја рата румунска армија је имала око 519.000 жртава.
Укупне број жртава у редовима румунске армије током Другог светског рата се процењује на око 519.000. Мировним уговорима потписаним по завршетку Париске мировне конференције 1947. године су одредбе Друге бечке арбитраже поништене и западне границе Румуније поново установљене. Северна Буковина и Бесарабија су остале под контролом Совјетског Савеза.
Број жртава холокауста над Јеврејима у Румунији у оквиру њених граница из 1939. године је процењен на 469.000, од тога 325.000 у Бесарабији и Буковини.

### Период владавине комуниста
Румунија је била једина источноевропска држава која је насилним путем збацила комунистички режим са власти. Током совјетске окупације Румуније влада којом је доминирала Комунистичка партија Румуније је спровела изборе на којима је путем застрашивања и преваром победила са 80% гласова. Комунисти су се тада убрзано постављали на власт као доминантна политичка снага.
Комунисти су 1947. приморали краља Михајла I да абдицира и напусти државу и прогласили Румунију Народном Републиком.
Румунија је остала под директном окупацијом и економском контролом Совјетског Савеза све до краја 1950-их. Током овог периода природна богатства Румуније су у континуитету исцрпљивале мешовите совјетско-румунских компанија (Совјетром) основаних у експлоатационе сврхе.
Током 1948. године држава почиње национализацију приватних предузећа а током 1949. године колективизацију у пољопривреди.
Од краја 1940-их до раних 1960-их комунистичка влада је установила режим терора који је спроводила уз помоћ службе Секуритатеа (нова тајна полиција). Током овог периода они су покренули неколико кампања елиминације „државних непријатеља“ током којих је велики број људи убијен или затворен на основу произвољних политичких или економских разлога. Казна је укључивала протеривање, унутрашњи егзил, смештај у логоре за принудни рад и затворе. Дисиденти су ефикасно потискивани. Злогласни експеримент је у овом периоду извршен у Питешти затвору, у којем је група политичких противника прошла кроз програм преваспитања кроз тортуру. Историјски подаци говоре о стотинама и хиљадама злостављаних људи, о смрти и тортури великог броја људи, како политичких противника тако и обичних људи.
Када је 1965. године Николае Чаушеску дошао на власт, успоставио је одређену независност у вођењу спољне политике која се огледа у примерима да је Румунија била једина чланица Варшавског пакта која је осудила совјетску инвазију на Чехословачку 1968. године, није прекинуо дипломатске односе са Израелом после шестодневног рата 1967. године и успостављању економских (1963) и дипломатских (1967) односа са СР Немачком. Такође, блиски односи са Арапским земљама и ПЛО су омогућили Румунији да одигра кључну улогу у израелско—египатском и израелско—ПЛО мировним процесима.
Ипак, како је румунски спољни дуг значајно порастао у периоду од 1977. до 1981. године (са 3 на 10 милијарди америчких долара), утицај међународних финансијских организација као што су ММФ или Светска Банка је порастао и супротставио се аутархичној политици Николаја Чаушескуа. Он је на крају иницирао пројекат враћања свих страних дугова који је довео до осиромашења становништва Румуније и исцрпео румунску привреду и истовремено значајно повећао овлашћења Секуритатее и успостављајући култ своје личности. Ово је довело до драматичног пада Чаушескуове популарности и кулминирало његовим свргавањем и ликвидацијом у крвавој Румунској револуцији 1989.
Председничка комисија за истраживање комунистичке диктатуре у Румунији је проценила број директних жртава комунистичке репресије на два милиона људи. Овај број не укључује особе које су умрле на слободи због третмана који су имале у комунистичким затворима, нити укључује особе које су умрле због тешких економских услова у којима се нашла њихова држава.

### Период демократије
После револуције, Национални фронт спаса који је предводио Јон Илијеску је предузео одређене мере у циљу успостављања вишепартијског политичког система и слободног тржишта. Неколико главних политичких партија из предратног периода као што су Национал-сељачка демохришћанска странка, Национална либерална партија и Социјалдемократска партија су поново оживљене. После неколико већих политичких укрупњавања у априлу 1990. године је на Универзитетском тргу у Букурешту почео мирни протест којим су се оспоравали резултати недавних парламентарних избора уз оптужбе на рачун Фронта да су његови припадници бивши комунисти и чланови Секуритатее. Демонстранти нису признавали резултате избора проглашавајући их недемократским и тражили су изузеће из политичког живота бивших високопозиционираних чланова Комунистичке партије. Протести су брзо прерасли у непрекидне масовне демонстрације (познате као Голанијада). Мирни протести су прерасли у насиље а насилна интервенција рудара из рудника у долини реке Риу је позната као Минеријада јуна 1990. Последица је било расформирање Фронта од чијих чланова је настало неколико политичких партија укључујући и Социјалдемократску партију, Демократску партију и Алијансу за Румунију. Социјалдемократска партија је владала Румунијом од 1990. до 1996. године посредством неколико коалиција и влада и са Јоном Илијескуом на месту председника државе. Од тада је било четири демократске промене владе: 1996. године демократско-либерална опозиција и њен лидер Емил Константинеску су освојили власт, 2000. године се Социјалдемократска партија вратила на власт а Јон Илијеску је поново постао председник и 2004. године је Трајан Басеску изабран за председника у оквиру изборне коалиције под називом Правда и истина. Басеску је тесном већином поново изабран 2009. године.
Пост-хладноратовска Румунија је развила тесне односе са западном Европом, придружила се НАТО пакту 2004. године и била домаћин самита у Букурешту 2008. године. Послала је пријаву за чланство у Европској унији у јуну 1993. године и постала придружена чланица Европске уније 1995. године, држава у поступку прикључивања 2004. године и чланица од 1. јануара 2007. године.
После споразума о слободном кретању и политике пост-хладноратовског периода, као и тешкоћа живота током кризе 1990-их, Румунија је имала значајно повећање дијаспоре која је процењена на преко 2 милиона људи. Највећи број емиграната је у Шпанији, Италији, Немачкој, Аустрији, Уједињено Краљевство, Канади и САД.
Током 2000-их Румунија је имала једну од највећих стопа привредног раста у Европи и била је сматрана „Тигром источне Европе“. ово је било праћено значајним побољшањима у развоју хуманости друштва. Земља је била успешна у смањењу унутрашњег сиромаштва и успостављању функционалне демократије. Ипак, Румунија се још увек суочава са изазовима по питању инфраструктуре, здравствених услуга, и корупције.
Након периода економске нестабилности током 1990-их и имплементације споразума о слободном путовању са ЕУ, велики број Румуна је емигрирао у Западну Европу и Северну Америку, са посебно великим заједницама у Италији, Немачкој и Шпанији. У 2016. години процењено је да је румунска дијаспора била преко 3,6 милиона људи, пета највећа популација дијаспоре на свету.

## Политика
Румунија је демократска република. Законодавна грана Румунске власти чини два већа, Сенат (Senat) са 140 сенатора и Веће заступника (Camera Deputaţilor) са 345 посланика. Чланови оба већа се бирају на непосредним изборима сваке четири године.
Председник, глава извршне власти, се такође бира непосредним гласањем на период од пет година (до 2004. се бирао на четири године). Председник даје мандат премијеру који предлаже министре, које именује парламент.
Актуелни председник Румуније је Никушор Дан (од 26. маја 2025), а премијер Илије Боложан (од 23. јуна 2025).
Устав Румуније је заснован на уставу Француске Пете републике и усвојен је на националном референдуму 8. децембра 1991. и потом је измењен у октобру 2003. како би се ускладио са законодавством ЕУ. Државом се управља на основу вишепартијског демократског система и поделе власти између законодавне, извршне и судске власти. То је полупредседничка република у којој извршне функције имају и влада и председник. Потоњи се бира народним гласањем на највише два мандата од по пет година и именује премијера који заузврат именује Веће министара. Законодавни огранак владе, заједнички познат као Парламент (који се налази у Палати парламента), састоји се од два дома (Сенат и Представнички дом) чији се чланови бирају сваке четири године простом плуралношћу.
Правосудни систем је независан од других грана власти и састоји се од хијерархијског система судова са Високим касационим и правосуђем који је врховни суд Румуније. Постоје и апелациони судови, окружни судови и локални судови. Румунски правосудни систем је под јаким утицајем француског модела, заснован је на грађанском праву и инквизиторске је природе. Уставни суд (Curtea Constituțională) је одговоран за оцењивање усклађености закона и других државних прописа са уставом, који је основни закон земље и може се мијењати само путем јавног референдума. Улазак Румуније у ЕУ 2007. године имао је значајан утицај на унутрашњу политику, што је укључивало реформе правосуђа, повећану правосудну сарадњу са другим државама чланицама и мере за борбу против корупције.

### Спољни односи
Од децембра 1989. Румунија је водила политику јачања односа са Западом, тачније са Сједињеним Америчким Државама и Европском унијом. Земља је приступила НАТО 29. марта 2004, постала је део Европске уније (ЕУ) 1. јануара 2007. године, док се 1972. године придружила Међународном монетарном фонду и Светској банци и члан је оснивач Светске трговинске организације.
У скорашњој политичкој прошлости су владе Румуније изјављивале да је један од њихових циљева јачање веза и помоћ другим земљама (посебно Молдавији, Украјини и Грузији) у процесу интеграције са остатком Запада. Румунија је такође јасно ставила до знања од касних 1990-их да подржава чланство у НАТО и ЕУ за демократске бивше совјетске републике у источној Европи и на Кавказу. Румунија је такође изјавила јавну подршку уласку Турске и Хрватске у Европску унију.
Румунија се определила за 1 јануара 2007, да приступи Шенгенском простору, а њену намеру за придруживање одобрио је Европски парламент у јуну 2011, али Савет ЕУ није прихватио придруживање Шенгену 2011. године. Од августа 2019. године, њено прихватање у шенгенски простор је отежано јер Европски савет сумња у придржавање Румуније владавине права, основног принципа чланства у ЕУ.
У децембру 2005. године, председник Трајан Басеску и државни секретар САД Кондолиза Рајс потписали су споразум којим би се дозволило америчко војно присуство у неколико румунских објеката, првенствено у источном делу земље. У мају 2009, Хилари Клинтон, америчка државна секретарка, изјавила је да је „Румунија један од најпоузданијих и најреспектабилнијих партнера САД“.
Односи са Молдавијом су посебан случај с обзиром да две земље деле исти језик и заједничку историју. Покрет за уједињење Румуније и Молдавије појавио се почетком 1990-их након што су обе земље постигле еманципацију од комунистичке владавине, али су изгубиле терен средином 1990-их када је нова молдавска влада следила план ка очувању молдавске републике независне од Румуније. Након протеста у Молдавији 2009. и потоњег уклањања комуниста са власти, односи између две земље су се знатно побољшали.

## Административна подела
Румунија је подељена на 41 жупанију (рум. județ — жудец) и територију града Букурешт (Bucureşti) – главног града.
Жупаније су (абецедним редом):
| - Алба () - Арад () - Арђеш () - Бакау () - Бихор () - Бистрица-Насауд () - Ботошањ () - Брашов () - Браила () - Бузау () - Караш-Северин () - Калараш () - Клуж () - Констанца () - Ковасна () - Дамбовица () - Долж () - Галац () - Ђурђу () - Горж () - Харгита () | - Хунедоара () - Јаломица () - Јаши () - Илфов () - Марамуреш () - Мехединци () - Муреш или Мориш () - Њамц () - Олт () - Прахова () - Сату Маре () - Салаж () - Сибињ () - Сучава () - Телеорман () - Тимиш () - Тулча () - Васлуј () - Валча () - Вранча () |

## Привреда
Након распада Совјетског Блока у периоду 1989—1991, Румунија је остала са застарелом индустријом и индустријским и производним капацитетима који уопште не одговарају условима и потребама земље.
У фебруару 1997, у Румунији почиње детаљна макроекономска стабилизација и структурална реформа, али у том периоду транзиције долази до честих заустављања и настављања реформи који не доприносе брзом опоравку земље. Програм реструктурирања подразумева постављање на ноге и продају великих индустријских постројења и промене у пољопривредном и финансијском сектору.
Румунска нестабилна економска ситуација се ипак мења у макроекономски стабилну, са великим привредним растом и све мањом незапосленошћу.
Румунија је постигла споразум са ММФ-ом у августу 2004. О кредиту од 547 милиона $, али добијање друге транше је одгођено за октобар јер постоје неслагања у буџетским расходима земље.
Године 2002, и 2003. године су успешне економске године са растом БНП-а од 4,5% годишње. У првој половини 2004. године, раст је био чак 6,6% што је највећи раст у региону, а у 2005. се предвиђа да ће бити 7-8%. Просечна бруто плата у Румунији (за април 2004) је 8.292.762 леја (око 200 €) и у порасту је у односу на претходни месец за 7,8%. Просечна плата почетком 2004. године је била 5.969.555 леја.
Незапосленост у Румунији је у 2004. пала на 6,2% што је доста мало у односу на неке земље западне Европе.
Децембра 1999, Румунија је позвана да почне преговоре о придруживању ЕУ, у коју је примљена, заједно са Бугарском, 1. јануара 2007. године.
Румунија има развијен друмски, железнички, ваздушни и водни саобраћај. Највећи саобраћајни чвор је главни град, Букурешт, али због пространства државе и постојања јаких обласних средишта, важни саобраћајни чворови су и Темишвар, Клуж, Констанца, Брашов, Крајова, Јаши.
Туризам је значајан допринос румунској економији, и покрива око 5% БДП-а. Број туриста је у сталном порасту и достигао је 9,33 милиона страних туриста у 2016, према подацима Светске банке.
У јануару 2020. године спољни дуг Румуније је износио 122 милијарди долара, према подацима ЦЕИЦ-а.

## Саобраћај
По најновијим подацима из 2004. године укупна дужина железничке мреже у Румунији је 22.298 km, од чега је 36% електрификовано, а 27% су пруге са два колосека. По овим показатељима Румунија је четврта земља у Европи по развијености железничке мреже. Због тога и превоз свим врстама железнице заузима високо место у укупном саобраћају у земљи — претпоставља се да је 2004. године 45% свих путника у Румунији превезено управо железницом. Међутим, и поред дужине пруга и значаја за земљу железничка мрежа је у веома лошем стању и интензивно се обнавља.
Једини град са метроом је Букурешт, који је развијен спрам величине града и има 4 линије. Букурешт поседује и железнички прстен око себе.
Укупна дужина путева у Румунији у 2004. години је била 198.817 km (од чега је са чврстом подлогом 60.043 km). Од тога је дужина важних државних путева 14500 km. Дужина савремених ауто-путева у 2022. години износи 957 km, а у наредним годинама се очекује даље ширење мреже ауто-путева. Национални ауто-путеви носе двозначну ознаку „А+број“. Најпрометнији је А11 ( Арад - Орадеа ), који користе теретна и возила у транзиту која, од границе са Мађарском, преко унутрашњости Румуније иду до Црног мора или границе са Бугарском . Румунија није део Шенгенског споразума, тако да и даље постоје граничне контроле са Мађарском и Бугарском .
Румунија је приморска земља, али је морска обала кратка и северном половином мочварна. Због тога је развијена само једна лука, Констанца. Овај град је по припајању Румунији од безначајног насеља постао велика морска лука, једна од најзначајнијих у Европи, будући да је то црноморска лука најближа средњој Европи. Такође овај град је и једно од главних средишта у држави.
Са друге стране, речни саобраћај је развијен и међународног је значаја и у основи се ослања на значај Дунава, који доњом дужином тока протиче кроз Румунију. Дужина речних водених путева у земљи је преко 1000 km. Најважније луке на Дунаву су: Дробета Турну Северин, Калафат, Олтеница, Ђурђу, Браила, Галац, Тулћеа. Поред Дунава, значајан је и промет каналом Чернавода-Негру Вода, дужине 67 km.
Будући да је Румунија пространа земља у Европи, ваздушни саобраћај има већи значаја него у другим земљама. У Румунији постоји неколико авио-компанија, од којих је најпознатија и највећа ТАРОМ, а друге мање су Ромавиа, Карпатер, Блу Ер, Аквила Ер, Јон Ћириак Ер.
У земљи постоји 61 званично уписаних аеродрома, али само је 7 од њих уврштено на листу међународних аеродрома са IATA кодом:
- Аеродром „Хенри Коанда“ у Букурешту (некадашњи Отопени аеродром)
- Аеродром „Трајан Вуја“ у Темишвару (некадашњи Ђармата аеродром)
- Аеродром „Аурел Влајку“ у Букрешту (некадашњи Банеаса аеродром)
- Аеродром „Клуж-Напока“ у Клужу
- Аеродром „Михаил Когелничану“ у Констанци
- Аеродром „Сибију“ у Сибињу
- Аеродром „Арад“ у Араду

У току је изградња новог међународног аеродрома у Брашову.
Највећи и најважнији аеродром у земљи је букурешки Аеродром „Хенри Коанда“, и данас познат као Отопени. Међутим, највећи пораст промета имао је аеродром „Трајан Вуја“ у Темишвару због удаљености града од других већих градова у земљи.
У Румунији је званично уписан и један хелиодром (2006. године).

## Становништво
Према попису из 2021. године Румунија има 19.053.815 становника и, слично другим државама у региону, број становника је у паду. Румуни чине 77,68% целокупне популације. Највећа етничка мањина су Мађари који чине 5,26% популације а након њих долазе Роми са 2,99%.
Мађари сачињавају већину у окрузима Харгита и Ковасна. Украјинци, Немци, Турци, Липовани, Татари, Срби, Словаци, Бугари, Хрвати, Италијани, Јевреји, Пољаци, Грци, Чеси, Јермени, Македонци као и друге етничке групе сачињавају укупно 1,03% укупне популације.
Од 745.421 Немца у 1930, остало је само око 22.000. У 1924, било је 796,056 Јевреја у Краљевини Румунији. Број Румуна и оних чији су преци пореклом из Румуније процењује се да има око 12 милиона. У 2009, било је око 133.000 имиграната који су дошли да живе у Румунију и то углавном Турака, Молдаваца и Кинеза.
| Етнички састав према попису из 2021.‍ | Етнички састав према попису из 2021.‍ | Етнички састав према попису из 2021.‍ | Етнички састав према попису из 2021.‍ | Етнички састав према попису из 2021.‍ |
| ------------------------------------ | ------------------------------------ | ------------------------------------ | ------------------------------------ | ------------------------------------ |
|                                      |                                      |                                      |                                      |                                      |
| Румуни                               | Румуни                               |                                      | 14.801.442                           | 77,68%                               |
| Мађари                               | Мађари                               |                                      | 1.002.151                            | 5,26%                                |
| Роми                                 | Роми                                 |                                      | 569.477                              | 2,99%                                |
| Украјинци                            | Украјинци                            |                                      | 45.835                               | 0,24%                                |
| Немци                                | Немци                                |                                      | 22.907                               | 0,12%                                |
| Турци                                | Турци                                |                                      | 20.945                               | 0,11%                                |
| Липовани                             | Липовани                             |                                      | 19.394                               | 0,10%                                |
| Татари                               | Татари                               |                                      | 18.156                               | 0,10%                                |
| Срби                                 | Срби                                 |                                      | 12.026                               | 0,06%                                |
| Словаци                              | Словаци                              |                                      | 10.232                               | 0,05%                                |
| Бугари                               | Бугари                               |                                      | 5.975                                | 0,03%                                |
| Хрвати                               | Хрвати                               |                                      | 4.842                                | 0,03%                                |
| Италијани                            | Италијани                            |                                      | 4.039                                | 0,02%                                |
| Јевреји                              | Јевреји                              |                                      | 2.378                                | 0,01%                                |
| Пољаци                               | Пољаци                               |                                      | 2.137                                | 0,01%                                |
| Грци                                 | Грци                                 |                                      | 2.086                                | 0,01%                                |
| Чеси                                 | Чеси                                 |                                      | 1.576                                | 0,01%                                |
| Јермени                              | Јермени                              |                                      | 1.213                                | 0,01%                                |
| Македонци                            | Македонци                            |                                      | 1.089                                | 0,01%                                |
| Рутени                               | Рутени                               |                                      | 834                                  | 0,00%                                |
| Албанци                              | Албанци                              |                                      | 645                                  | 0,00%                                |
| Остали                               | Остали                               |                                      | 19.510                               | 0,10%                                |
| Непознато                            | Непознато                            |                                      | 2.484.926                            | 13,04%                               |
| Укупно: 19.053.815                   |                                      |                                      |                                      |                                      |

- Вероисповести (процена за 2002):

| Православни                 | 87%  |
| Протестанти                 | 6,8% |
| Римокатолици                | 5,6% |
| остали (углавном Муслимани) | 0,4% |
| неизјашњени                 | 0,2% |

Према попису из 2021, 78,86% становништва изјаснило се као православци, 6,22% као протестанти, 3,89% као католици, а  0,61% као гркокатолици. Од пресотале популације, 128.921 становника припадало је другим религијама или су били атеисти. Од тог броја 58.335 становника се изјаснило као муслимани (углавном Турци и Татари). Јевреја је било 2.707 (728.115 или 4% популације 1930). Нерелигиозних је било 71.417, атесита 57.205, агностика 25.485, док се 2.895.539 становника Румуније није изјаснило по питању религије.
Званични језик Румуније је румунски (Limba română или само Româna), романски језик из италске подгрупе индоевропских језика.
Од мањинских језика, претежно су заступљени мађарски и немачки језик у Трансилванији, као и ромски. У румунском Банату мали број становника говори српски, а у округу Сучеава, мала етничка заједница (неколико хиљада људи) су Пољаци.
Румунско писмо садржи истих 26 слова стандардне латинице, као и пет додатних (а то су ă, â, î , ț  и ș), укупно 31.
Према попису из 2021, 91,5% становништва изјаснило се да им је румунски матерњи језик, 6,3% мађарски, 1,2% ромски, 0,25% украјински, 0,1% турски, 0,1% немачки, 0,09% руски, док је 0,43% становништва навело неки други језик као матерњи. Око 15.000 људи навело је српски као матерњи језик.

## Образовање
Од Румунске револуције 1989. године, румунски образовни систем је у континуираном процесу реформи. У 2018. стопа писмености одраслих је била 98,8%. Обданиште је факултативно између три и пет година. Од 2020. године обавезно школовање почиње са 5 година са последњом годином вртића (група маре) и обавезно је до дванаестог разреда. Основно и средње образовање подељено је на 12 или 13 разреда. Постоји и полулегални, неформални систем приватног подучавања који се углавном користио током средње школе, који је напредовао током комунистичког режима.
Румунија заузима пето место по броју медаља на Међународној математичкој олимпијади са укупно 316 медаља. Сипријан Манолеску је успео да напише савршен рад (42 поена) за златну медаљу више пута него било ко други у историји такмичења, 1995, 1996. и 1997. Румунија је постигла највећи тимски резултат на такмичењу, после Кине, Русије, САД и Мађарске. Румунија такође заузима шесто место по броју медаља свих времена на Међународној информатичкој олимпијади са укупно 107 медаља.

## Култура
Главни чланак: Култура у Румунији
О теми настанка румунске културе почело се говорити крајем 18. века међу научницима ердељске школе.

### Спорт
Фудбал је најпопуларнији спорт у Румунији. У Румунији има 234 000 регистрованих фудбалера. Фудбалска репрезентација Румуније је учествовала на 7 светских првенстава. Румунски фудбалски клуб Стеауа је била шампион Европе 1986. Други најпопуларнији спорт у Румунији је тенис. У Румунији има 15.000 регистрованих тенисера. У Румунији су заступљени још и рагби, кошарка, рукомет, џудо, шах, стони тенис и борилачке вештине. Французи су донели рагби у Румунију. Рагби репрезентација Румуније је учесник светског првенства.
Популарни индивидуални спортови укључују борбене спортове борилачке вештине и пливање. У професионалном боксу, Румунија је изнедрила многе светске шампионе у тежинским категоријама које су међународно признате од стране управних тела. Међу светским првацима су Лусијан Бјут, Леонард Дорин Дорофтеј, Адријан Дијакону и Мајкл Лев. Још један популаран борилачки спорт је професионални кик бокс.